# Národní park Cheile Nerei-Beușnița
Národní park Cheile Nerei-Beușnița (rumunsky Parcului Național Cheile Nerei – Beușnița) je národní park v Rumunsku, který byl vyhlášen v roce 2000. Mezi nejatraktivnější lokality parku náleží soutěsky na řece Nera a vodopády na říčce Beu a jejím přítoku Beușnițě.

## Poloha
Národní park leží na jihozápadě Rumunska v župě Karaš-Severin na jihu Aninejských hor, které jsou součástí Banátského pohoří.

## Popis
Park zahrnuje 4 přísně chráněné rezervace:
- Cheile Nerei – Beușnița (4069,40 ha) - soutěsky řeky Nery a okolí Beușnițy
- Bigar (270,90 ha) - prameny a vodopády říčky Bigar
- Dugin (284,90 ha) - les
- Valea Ciclovei-Ilida (1939,30 ha)

## Galerie

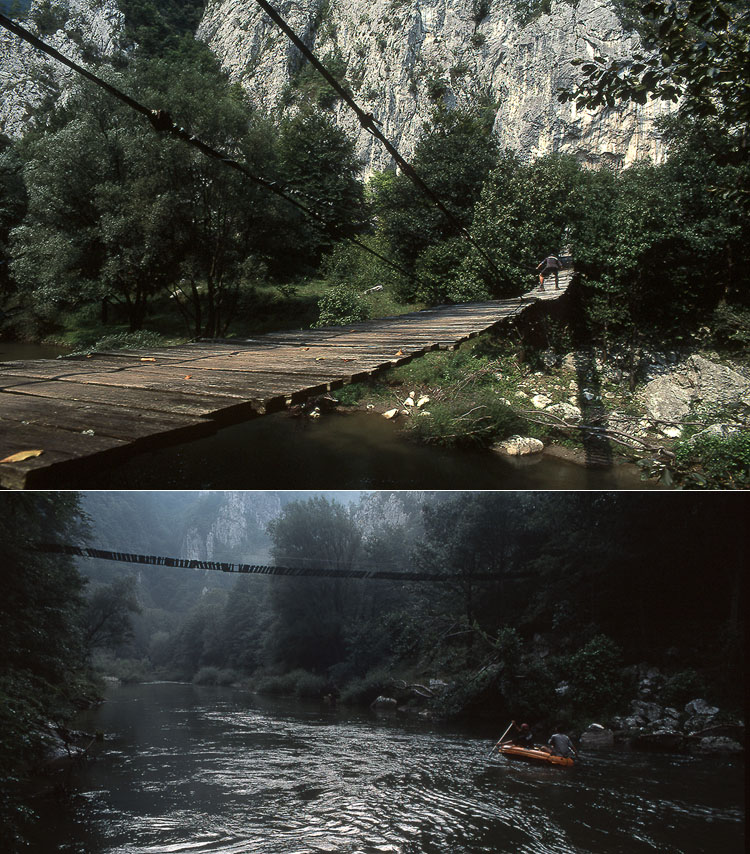
Řeka Nera
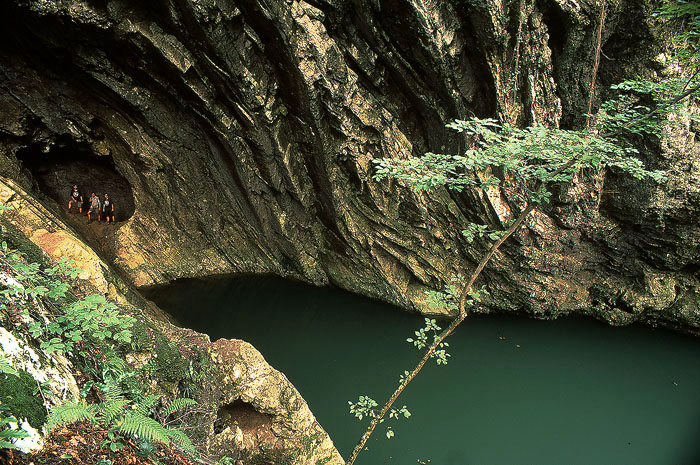
Čertovo jezero (Lacu Dracului), řeka Nera
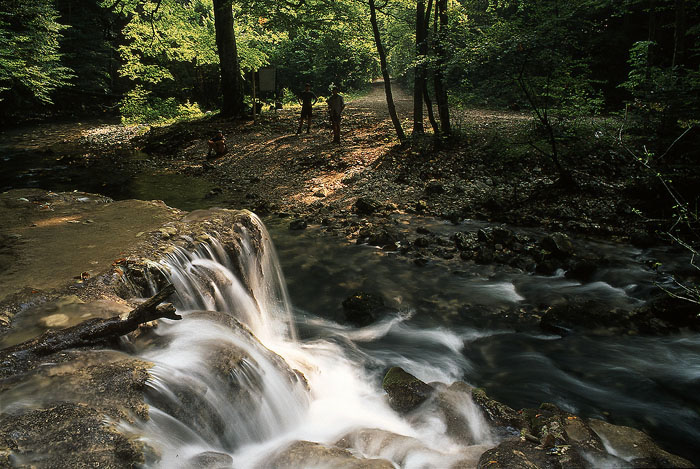
Vodopády na Beu